# Far Gate
Far Gate est un jeu vidéo de stratégie en temps réel fonctionnant sous Windows et édité par Microïds en 2001. Il s'inscrit dans la lignée du jeu Homeworld édité en 1999 par Sierra Entertainment,.

## Scénario
Un passager clandestin un peu spécial se trouve à bord du Copernicus. Il s'agit de Jacob Viscero, un ex-roi de la contrebande qui débarque, quinze ans après son départ, sur la station spatiale Delivrance, il y découvre un monde habité assez différent de celui qu'il connaissait.

## Système de jeu
Le joueur incarne Jacob Viscero dans une campagne impliquant les trois factions Terrans, Nue-Guyen et Entrodii et comportant seize missions dans lesquelles le joueur contrôle uniquement les terriens contre les deux autres races.
Le jeu inclut un éditeur de niveaux.
Le mode multijoueur accepte jusqu'à six joueurs en réseau local (LAN) ou internet.

## Accueil et critiques
| Far Gate              |      |       |
| Média                 | Pays | Notes |
| Computer Gaming World | US   | 2/5   |
| Gamekult              | FR   | 4/10  |
| GameSpot              | US   | 63 %  |
| Gen4                  | FR   | 14/20 |
| IGN                   | US   | 80 %  |
| Jeuxvideo.com         | FR   | 13/20 |
| Joystick              | FR   | 30 %  |
| PC Zone               | UK   | 64 %  |
| Compilations de notes |      |       |
| Metacritic            | US   | 66 %  |

La majeure partie des critiques référencée ci-dessus soulignent que le jeu s'inscrit largement dans la lignée du jeu de stratégie temps réel Homeworld édité en 1999 par Sierra Entertainment sans réellement l'égaler ce qui est retranscrit dans les notes. Toutefois, les critiques reconnaissent quelques innovations dans certains éléments du jeu comme certains éléments visuels (effets visuels ou spécificités de certains vaisseaux). L'éditeur de niveau est également un atout relevé par la critique.